# Prachovice
Prachovice (en allemand : Prachowitz) est une commune du district de Chrudim, dans la région de Pardubice, en République tchèque. Sa population s'élevait à 1 404 habitants en 2022.

## Géographie
Prachovice se trouve à 5 km au nord-est du centre de Třemošnice, à 14 km à l'ouest-sud-ouest de Chrudim, à 20 km au sud-ouest de Pardubice et à 88 km à l'est-sud-est de Prague.
La commune est limitée par Míčov-Sušice à l'ouest et au nord, par Kostelec u Heřmanova Městce au nord, par Vápenný Podol à l'est, par Třemošnice au sud.

## Histoire
La première mention écrite de la localité date de 1398.

## Galerie

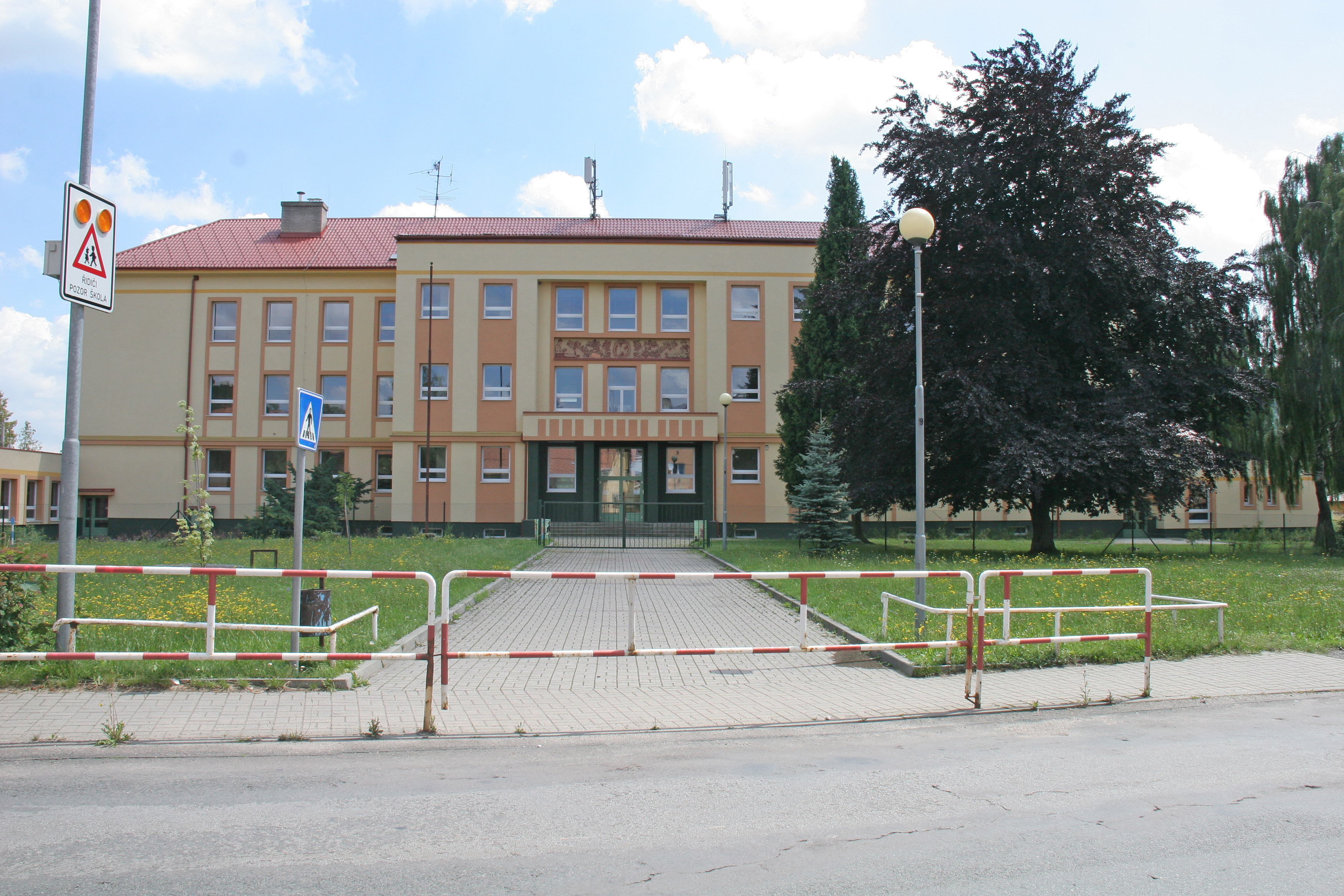
Prachovice : l'école.
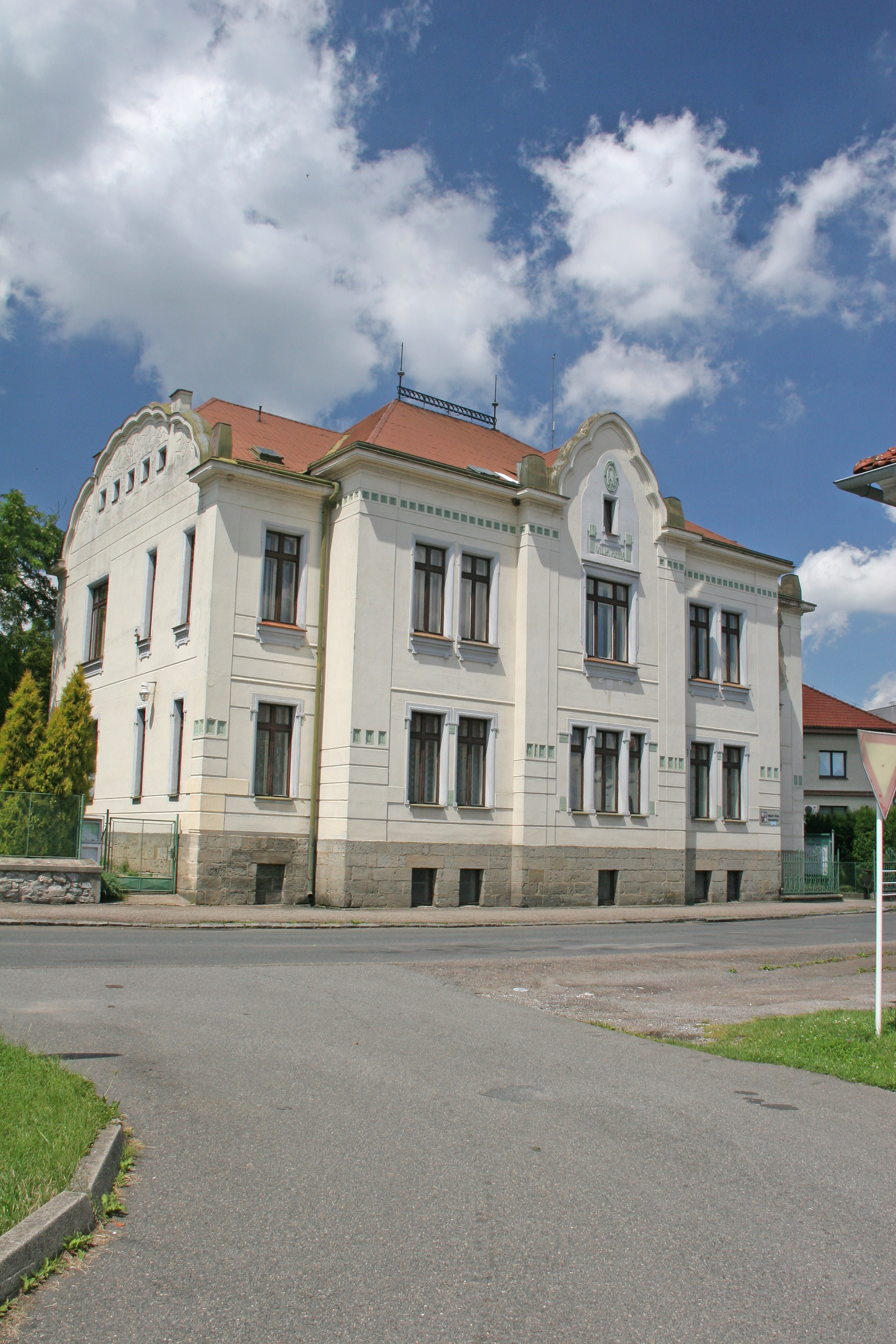
Prachovice : la mairie.
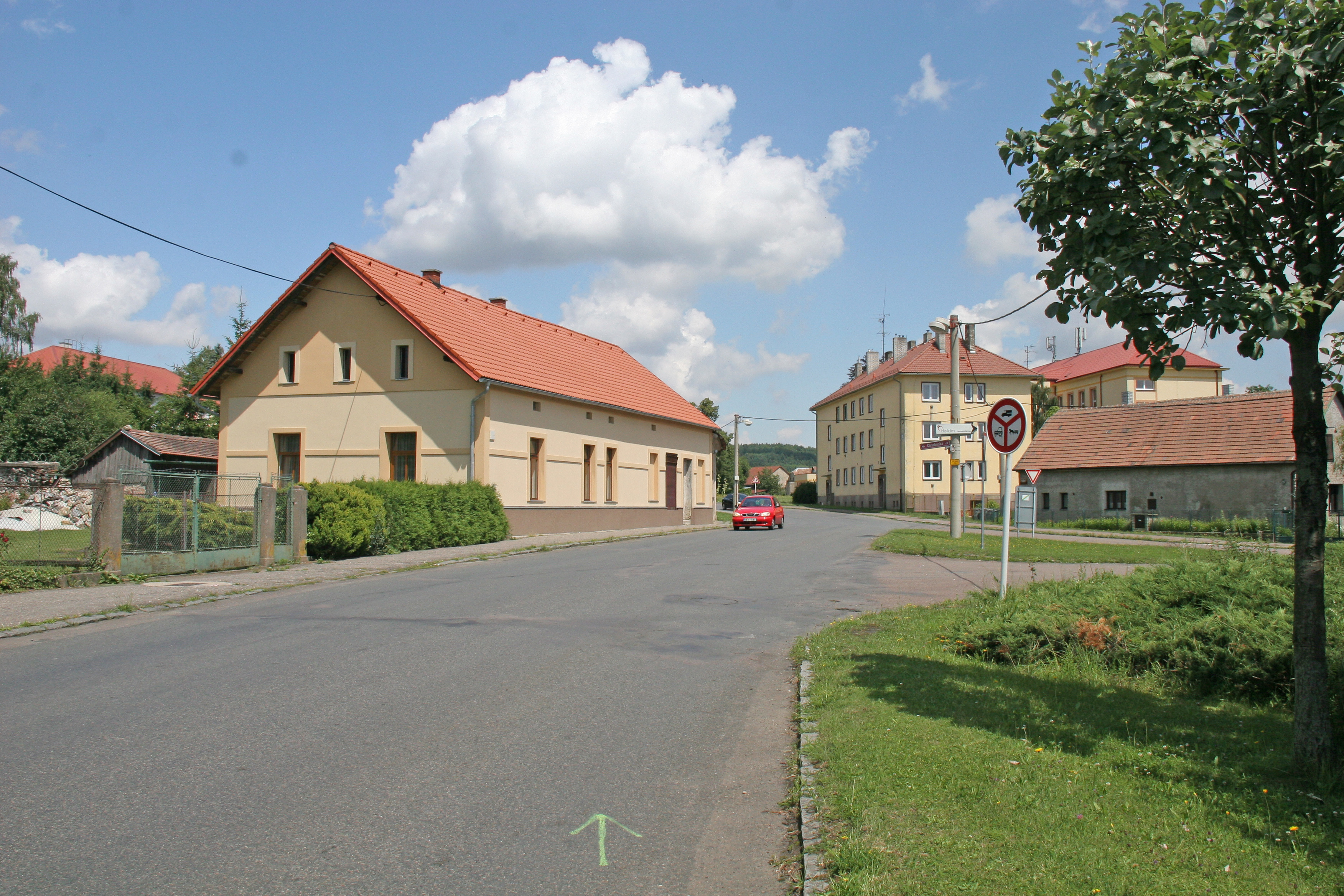
Centre de Prachovice.

## Transports
Par la route, Prachovice se trouve à 9 km de Ronov nad Doubravou, à 22 km de Chrudim, à 32 km de Pardubice et à 115 km de Prague. 